# Laemostenus
Laemostenus is een geslacht van kevers uit de familie van de loopkevers (Carabidae). De wetenschappelijke naam van het geslacht is voor het eerst geldig gepubliceerd in 1810 door Bonelli.

## Soorten
Het geslacht Laemostenus omvat de volgende soorten:
- Laemostenus actenipoides Lassalle, 1993
- Laemostenus acutangulus Schaufuss, 1862
- Laemostenus aegyptiacus Schatzmayr, 1936
- Laemostenus aelleni Antoine, 1952
- Laemostenus agnolettii Vigna Taglianti, 1999
- Laemostenus ajmasianus Bolivar y Pieltain, 1922
- Laemostenus alejandroi Carabajal; Garcia & Rodriguez, 2003
- Laemostenus algerinus Gory, 1833
- Laemostenus alluaudi Bedel, 1899
- Laemostenus alpinus Dejean, 1828
- Laemostenus amasiae Semenov, 1891
- Laemostenus ambroggii Antoine, 1961
- Laemostenus anatolicus Casale, 1988
- Laemostenus andalusiacus (J.Vives & E.Vives, 1982)
- Laemostenus angustatus Dejean, 1828
- Laemostenus anomostriatus Antoine, 1954
- Laemostenus antonrichteri Casale, 1988
- Laemostenus arthuri Morvan, 1982
- Laemostenus asiaminoris Casale, 1988
- Laemostenus atlanticus Escalera, 1913
- Laemostenus badakshanus Kryzhanovskij, 1972
- Laemostenus baehri Casale, 1997
- Laemostenus baeticus Rambur, 1837
- Laemostenus balkenohli Sciaky, 1996
- Laemostenus barbarus Lucas, 1846
- Laemostenus barrancoi Mateu, 1997
- Laemostenus berberus Mateu, 1975
- Laemostenus bergvalli Jeanne, 1996
- Laemostenus bermejae Fernandez Cortes, 1995
- Laemostenus beroni Casale, 1988
- Laemostenus bhadarwahensis Lassalle, 1983
- Laemostenus bicolor Reitter, 1890
- Laemostenus bodemeyeri Ganglbauer, 1900
- Laemostenus brancuccii Casale, 1982
- Laemostenus brunneus Hope, 1831
- Laemostenus bulirschi Dvorak, 1995
- Laemostenus cadilhaci Antoine, 1951
- Laemostenus capitatus Chaudoir, 1854
- Laemostenus capito Vereschagina & Kabak, 1997
- Laemostenus carinatus Chaudoir, 1859
- Laemostenus casalei Dobaull & Lassalle, 1991
- Laemostenus caspius (Meneiries, 1832)
- Laemostenus catlosi Lohaj, 2004
- Laemostenus caussolensis J. Ochs, 1937
- Laemostenus cavazzutti Casale, 1983
- Laemostenus cavicola Schaum, 1858
- Laemostenus cazorlensis (Mateu, 1953)
- Laemostenus chitralicus Casale, 1988
- Laemostenus cimmerius Fischer von Waldheim, 1823
- Laemostenus colossus Casale, 1988
- Laemostenus complanatus (Dejean, 1828)
- Laemostenus conradti Semenov, 1891
- Laemostenus conspicuus Waltl, 1838
- Laemostenus cordicollis Chaudoir, 1854
- Laemostenus cyrenaicus Gridelli, 1930
- Laemostenus cyrili Lassalle, 1997
- Laemostenus dalmatinus (Dejean, 1828)
- Laemostenus deconincki Casale & Queinnec, 2001
- Laemostenus demoflysi Normand, 1938
- Laemostenus deneveui Fairmaire, 1859
- Laemostenus dolini Kabak, 1992
- Laemostenus dubaulti Lassalle, 1990
- Laemostenus elburzensis Morvan, 1981
- Laemostenus elegans Dejean, 1828
- Laemostenus elongatus (Dejean, 1828)
- Laemostenus elytrolargus Morvan, 1981
- Laemostenus esfandiarii Morvan, 1974
- Laemostenus euxinicus Nitzu, 1998
- Laemostenus extensus Heyden, 1884
- Laemostenus favieri Fairmaire, 1868
- Laemostenus ferghanicus Vereschagina & Kabak, 1997
- Laemostenus fezzensis Bonnaire, 1893
- Laemostenus foucauldi Bruneau de Mire, 1958
- Laemostenus ganglbauerianus Casale, 1982
- Laemostenus gasparoi Casale, 2003
- Laemostenus giachinoi Casale, 1997
- Laemostenus ginellae Monisi, 1973
- Laemostenus glasunowi Semenov, 1895
- Laemostenus gobbii Casale, 1997
- Laemostenus gomezi Bolivar y Pieltain, 1922
- Laemostenus gratus Faldermann, 1836
- Laemostenus guzelolukensis Lassalle, 1997
- Laemostenus gwendiddae Morvan, 1982
- Laemostenus heinzi Casale, 1988
- Laemostenus hroni Dvorak, 1998
- Laemostenus insubricus Ganglbauer, 1903
- Laemostenus iranicus Dvorak, 1982
- Laemostenus jailensis Breit, 1914
- Laemostenus janczyki Casale, 1988
- Laemostenus janthinus Duftschmid, 1812
- Laemostenus jeannelianus Paulian & Villiers, 1939
- Laemostenus kabylicus Bruneau de Mire, 1958
- Laemostenus kashmirensis Bates, 1889
- Laemostenus kestelensis Casale; Felix & Muilwijk, 2003
- Laemostenus kirschenhoferi Casale, 1988
- Laemostenus koenigi Reitter, 1887
- Laemostenus kolbi Coiffait, 1972
- Laemostenus krueperi L Miller, 1884
- Laemostenus kuraminensis Vereschagina & Kabak, 1997
- Laemostenus kurdicus Casale, 1988
- Laemostenus largomarginalis Morvan, 1979
- Laemostenus lassallei Mateu, 1990
- Laemostenus latialis Leoni, 1907
- Laemostenus ledereri Schaufuss, 1865
- Laemostenus lederi Reitter, 1885
- Laemostenus leonhardii Breit, 1911
- Laemostenus leptoderus Reitter, 1892
- Laemostenus lestes Andrewes, 1937
- Laemostenus levantinus Bolivar y Pieltain, 1919
- Laemostenus levis Vereschagina & Kabak, 1997
- Laemostenus levushkini Vareschagina, 1986
- Laemostenus libanensis Piochard de la Brulerie, 1876
- Laemostenus longicornis Casale, 1988
- Laemostenus loudai Dvorak, 1982
- Laemostenus lundbergi Jeanne, 1996
- Laemostenus luristanus Casale, 1988
- Laemostenus lyauteyi Alluaud, 1923
- Laemostenus macropus Chaudoir, 1861
- Laemostenus magellensis Leoni, 1907
- Laemostenus mairei Peyerimhoff, 1920
- Laemostenus malhommei Antoine, 1954
- Laemostenus mannerheimi Kolenati, 1845
- Laemostenus martensianus Casale, 1988
- Laemostenus mauritanicus (Dejean, 1828)
- Laemostenus meaillensis J. Ochs, 1949
- Laemostenus melillensis Escalera, 1922
- Laemostenus migliaccioi Casale, 1982
- Laemostenus mirzayani Morvan, 1973
- Laemostenus modestoides Casale, 1988
- Laemostenus mogadoricus Escalera, 1922
- Laemostenus moldoensis Vereschagina & Kabak, 1997
- Laemostenus monguzzii Casale, 1988
- Laemostenus morvani Casale, 1988
- Laemostenus navaricus Vuillefroy, 1893
- Laemostenus nepalensis Morvan, 1979
- Laemostenus nigrescens Casale & Ledoux, 1996
- Laemostenus nusayriyahensis Lohaj & Mlejnek, 2007
- Laemostenus oblongus Dejean, 1828
- Laemostenus obtusangulus Schaufuss, 1867
- Laemostenus obtusus Chaudoir, 1861
- Laemostenus pakistanus Jedlicka, 1962
- Laemostenus parallelocollis Reiche & Saulcy, 1855
- Laemostenus patrizii Vigna Taglianti, 1999
- Laemostenus peleus (Schaufuss, 1861)
- Laemostenus peloponnesiacus Casale, 1982
- Laemostenus petrimagni Kryzhanovskij & Mikhailov, 1975
- Laemostenus piceus Motschulsky, 1850
- Laemostenus picicornis Dejean, 1831
- Laemostenus pinicola Graells, 1851
- Laemostenus pippiai C. Fiori, 1961
- Laemostenus pisidicus J. Muller, 1932
- Laemostenus plasoni (Reitter, 1885)
- Laemostenus pokornyi Dvorak, 1995
- Laemostenus ponticola Lassalle, 1993
- Laemostenus ponticus Casale, 1988
- Laemostenus praedictus Dvorak, 1995
- Laemostenus pretiosus Faldermann, 1837
- Laemostenus prolixus Fairmaire, 1875
- Laemostenus pseudobrunneus Casale, 1981
- Laemostenus puchneri Lohaj & Mlejnek, 2007
- Laemostenus punctatostriatus (Fairmaire, 1859)
- Laemostenus quadrangulus Morvan, 1981
- Laemostenus quadricollis L. Redtenbacher, 1843
- Laemostenus recticollis Schaufuss, 1865
- Laemostenus reissi Ganglbauer, 1911
- Laemostenus rigrevanensis Coiffait, 1962
- Laemostenus rimmae Deuve, 1993
- Laemostenus sanguinipes Kryzhanovskij & Mikhailov, 1975
- Laemostenus schrammi Antoine, 1938
- Laemostenus schreibersii (Kuster, 1846)
- Laemostenus sciakyi Casale & Vigna Taglianti, 1999
- Laemostenus sericeus Fischer von Waldheim, 1824
- Laemostenus sonkulensis Vereschagina & Kabak, 1997
- Laemostenus spinifer Schaufuss, 1862
- Laemostenus straneoi Casale, 1988
- Laemostenus stussineri Ganglbauer, 1896
- Laemostenus subtilissimus Casale & Sciaky, 1999
- Laemostenus sulaimanensis (Morvan, 2004)
- Laemostenus suramensis Reitter, 1885
- Laemostenus susicus Antoine, 1941
- Laemostenus tacitus Dvorak, 1982
- Laemostenus tentiobtusus Morvan, 1979
- Laemostenus tenuis Andrewes, 1937
- Laemostenus terricola Herbst, 1784
- Laemostenus thessalicus Casale, 1982
- Laemostenus tichyi Kult, 1946
- Laemostenus tiouirii Gueorguiev, 2012
- Laemostenus tschetscherini Semenov, 1909
- Laemostenus turkestanicus Semenov, 1891
- Laemostenus vagabundus Antoine, 1961
- Laemostenus venustus Dejean, 1828
- Laemostenus vidali Antoine, 1938
- Laemostenus vignai Casale, 1988
- Laemostenus villardi Antoine, 1948
- Laemostenus visai (Dvorak, 1982)
- Laemostenus wittmeri Morvan, 1978
- Laemostenus zoiai Casale & Vigna Taglianti, 1999